# De twee Frida's
De twee Frida's (Spaans: Las dos Fridas; Engels: The Two Fridas) is een olieverfschilderij van de Mexicaanse surrealistische kunstschilderes Frida Kahlo. Het schilderij was het eerste grootschalige werk van Kahlo en wordt beschouwd als een van haar meest opvallende schilderijen. Het is een dubbel zelfportret, waarop twee versies van Kahlo naast elkaar zitten. De linker draagt een witte victoriaanse jurk in Europese stijl, de rechter een traditionele Tehuana-jurk. Het schilderij bevindt zich in het Museo de Arte Moderno in Mexico-Stad.

## Achtergrond
Kahlo schilderde Las dos Fridas in 1939, het jaar waarin ze scheidde van de Mexicaanse kunstenaar Diego Rivera. Volgens Fernando Gamboa, een vriend van Kahlo, was het schilderij geïnspireerd op twee schilderijen die Kahlo eerder dat jaar in het Louvre zag: Les Deux Sœurs van Théodore Chassériau en Gabrielle d'Estrées et une de ses sœurs, van wie de maker onbekend is.

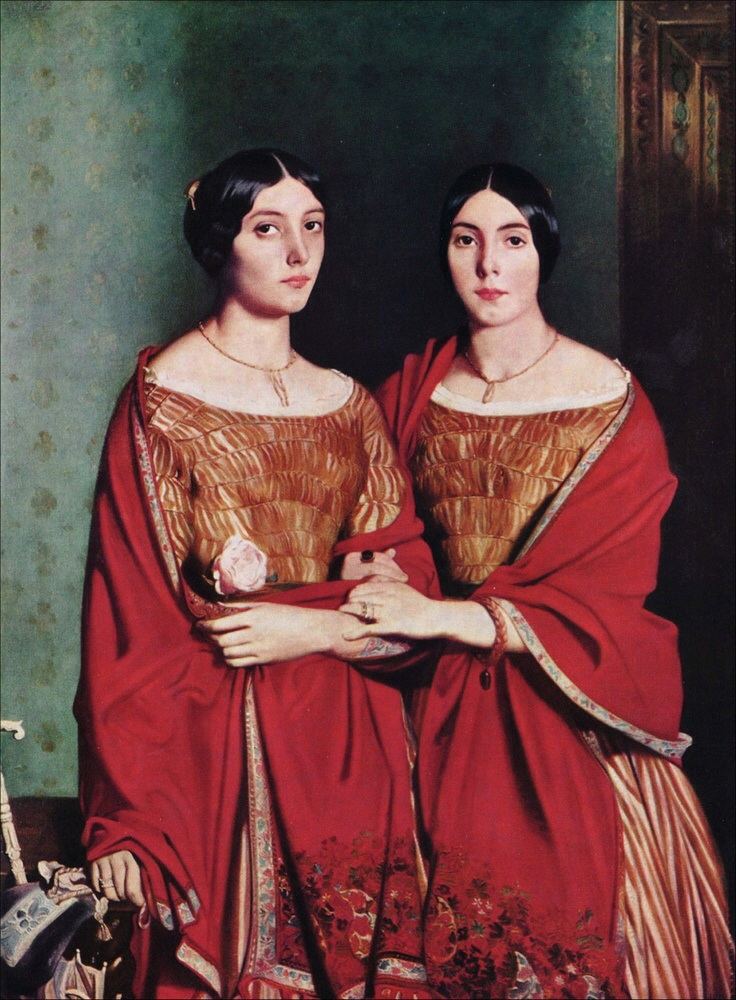
Les Deux Sœurs
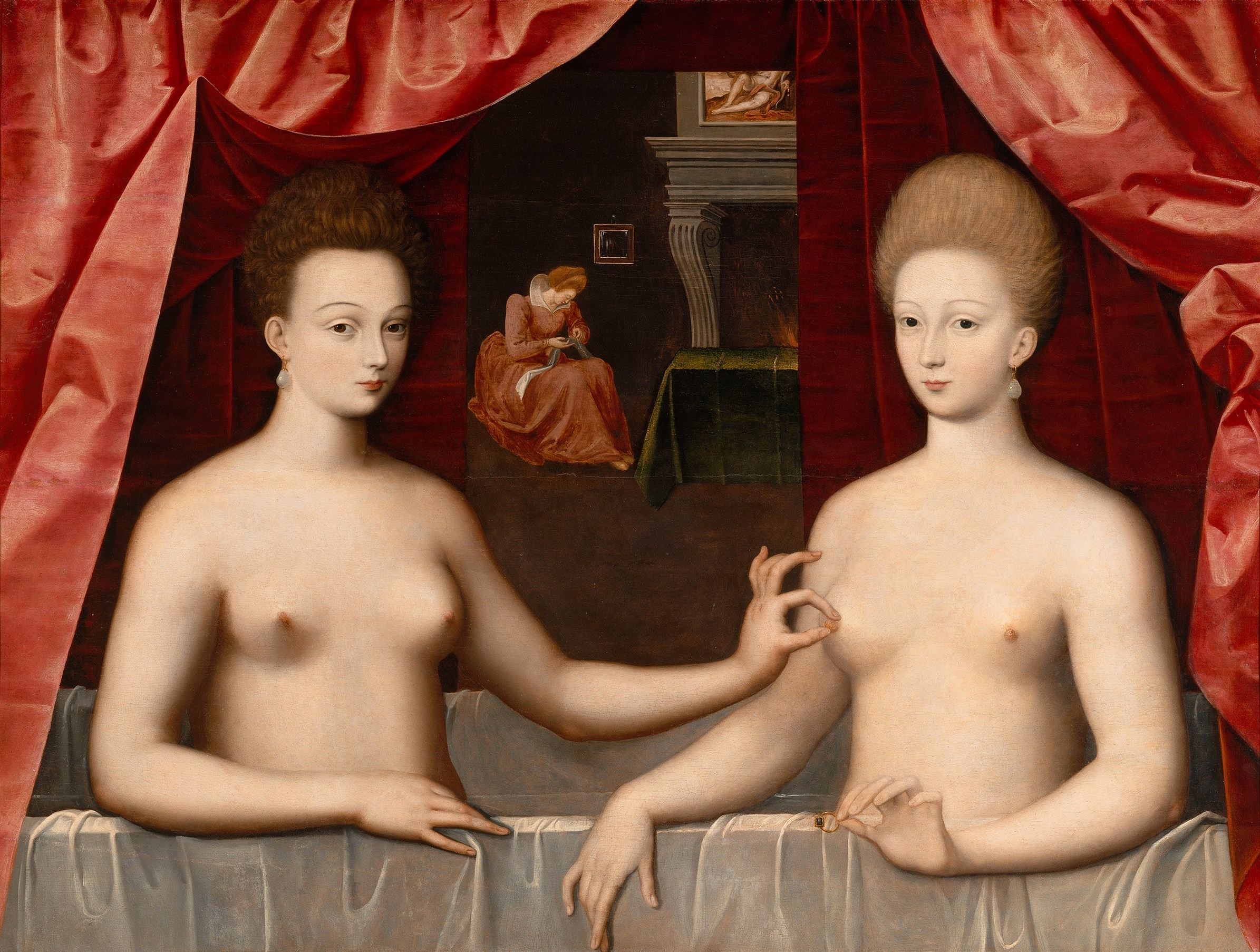
Gabrielle d'Estrées et une de ses sœurs

In januari 1940 werd Las dos Fridas samen met La mesa herida (The Wounded Table in het Engels) tentoongesteld tijdens de International Surrealist Exhibition in Mexico-Stad. Het schilderij bleef echter in Kahlo’s bezit totdat het in 1947 werd verworven door het Instituto Nacional de Bellas Artes. Het INBA bracht het op 28 december 1966 naar het Museo de Arte Moderno.

## Concept
Verscheidene kunsthistorici hebben gesuggereerd dat de twee vrouwen op het schilderij een weergave zijn van Frida's dubbele culturele erfgoed. Haar vader Guillermo Khalo was Duits, terwijl haar moeder Matilde Calderon uit Mexico kwam. Een andere interpretatie is dat de Mexicaanse Frida door haar man Diego werd aanbeden en dat hij de Europese Frida afwees.
Beide Frida's houden voorwerpen op schoot; de Mexicaanse Frida houdt een klein portret van haar man Diego vast, de Europese Frida een tang. Uit de witte jurk van de Europese Frida vloeit bloed, uit een gebroken bloedvat dat door de tang is doorgesneden. Het bloedvat verbindt de twee Frida's en baant zich een weg van hun handen door hun hart. Naast bovenstaande verklaringen zou het werk eveneens kunnen verwijzen naar Kahlo's leven van constante pijn en chirurgische procedures.
Beide Frida's tonen een open hart. Het hart van de Mexicaanse Frida is gezond, terwijl het hart van de Europese Frida open is en ontbreekt. Een interpretatie hiervan is dat het geen twee verschillende Frida's zijn, maar dat het aangeeft dat de constante pijn die Frida doormaakt wordt doorgegeven en dus blijvend is. Terwijl de een zwak is geworden, blijft de ander sterk. Hoewel de twee Frida's op het eerste gezicht gescheiden lijken, zijn ze door de ader toch met elkaar verbonden.